# سیلویا مارسو
سیلویا کارتانیا اورتگا (اسپانیایی: Silvia Cartañá Ortega‎؛ زادهٔ ۸ مارس ۱۹۶۳) که با نام هنری سیلویا مارسو شناخته می‌شود، بازیگر اهل اسپانیا است. وی نام هنری‌اش را به احترام مارسل مارسو انتخاب کرد.
از فیلم‌ها یا مجموعه‌های تلویزیونی که وی در آن‌ها نقش داشته است، می‌توان به گراند هتل اشاره نمود.